# Batalha de Ad Decimum

Mapa da primeira fase da Batalha de Ad Decimum

A Batalha de Ad Decimum ocorreu em 13 de setembro de 533 entre os exércitos dos vândalos, comandados pelo rei Gelimero, e o Império Bizantino, sob o comando do general Belisário. Este evento e eventos no ano seguinte são por vezes referidos conjuntamente como a Batalha de Cartago, uma das várias batalhas a ter esse nome. A vitória bizantina marcou o início do fim para os vândalos e começou a reconquista do ocidente sob o imperador Justiniano I.

## A batalha
Ad Decimum (traduzido do latim como "dez milhas"), é simplesmente uma indicação do lugar onde a batalha ocorreu, localizado precisamente dez milhas ao sul de Cartago. Gelimero, com 11 mil homens sob seu comando, inicialmente avançou decisivamente para se posicionar em um ponto favorável na estrada para Cartago e de lá enfrentar os 15 mil homens de Belisário. Ele então dividiu suas forças, enviando dois mil homens sob o comando de seu sobrinho Gibamundo em uma tentativa de atacar o flanco esquerdo do exército de Belisário, que naquele ponto da estrada foi forçado a avançar em uma coluna estreita e longa. Outro destacamento, composto por tantos homens, foi confiado ao irmão de Gelimero, Amatas, com a tarefa de conter o exército inimigo em um desfiladeiro perto de Ad Decimum. Se tudo fosse feito de acordo com o planejado, o corpo central do exército de Gelimero, composto por sete mil homens, teria seguido a ação de Gibamundo no flanco esquerdo, impedindo a retirada das forças de Belisário.
Gibamundo não conseguiu completar sua missão: uma força de mercenários romanos e hunos repeliu seus dois mil homens. Gibamundo foi morto no confronto. Amatas também foi derrotado e morto por outro regimento bizantino na vanguarda, que levou suas tropas de volta aos portões de Cartago.
A maior parte das tropas de Gelimero, no entanto, infligiu sérias perdas às tropas de Belisário que foram de fato derrotados pelos vândalos que, embora em número inferior, lutaram de forma mais eficaz. Tudo a favor de uma vitória vândalo.
No entanto, quando Gelimero chegou às posições de Amatas e descobriu que seu irmão havia sido morto, ele perdeu o ânimo e, perdendo um tempo precioso em enterrar o corpo de seu parente no campo de batalha, não deu a ordem final de assalto, o que provavelmente teria destruído as enfraquecidas tropas romanas e impedido que os mercenários hunos que pouco antes haviam derrotado Amatas e Gibamundo voltassem ao exército de Belisário.
Tendo ganho um tempo valioso, Belisário foi capaz de reagrupar suas forças ao sul de Ad Decimum e lançar um contra-ataque, que repeliu os vândalos e os colocou em fuga. Gelimero foi então forçado a abandonar Cartago.

## Consequências
Belisário acampou perto do local da batalha, não querendo estar muito perto da cidade à noite. No dia seguinte, ele marchou sobre a cidade, com sua esposa Antonina ao seu lado, ordenando a seus homens que não matassem ou escravizassem a população (como era prática normal na época), porque ele afirmou que o povo eram, na verdade, cidadãos romanos sob o domínio vândalo. Eles encontraram os portões da cidade abertos, e o exército foi geralmente bem-vindo. Belisário foi direto para o palácio e sentou-se no trono do rei vândalo. Ele então começou a reconstruir as fortificações da cidade, e sua frota buscou abrigo no Lago de Túnis, cinco milhas (8 km) ao sul de Cartago.
Depois de uma segunda derrota na Batalha de Tricamaro no final do ano, o Reino Vândalo foi praticamente encerrado.